# Traniela Carle Campolieto
 Traniela Carle Campolieto es la primera comandante transgénero de Argentina que está al mando en un avión en vuelos regulares de cabotaje e internacionales.
Vuela aviones Airbus A330-200 de Aerolíneas Argentinascon una experiencia de más de 13.000 horas al mandoe integra la Comisión de Diversidad de la Asociación de Pilotos de Líneas Aéreas de Argentina.

Con su nueva identidad, se convirtió en la primera pilota del país y de Sudamérica con esa condición de transgénero.
Crónica de La Voz del Interior (29 de diciembre de 2023)

## Vida y carrera
Antes de la transición, Traniela Carle Campolieto ya tenía una carrera bien establecida en la aviación desde hacía 33 años bajo su nombre de nacimiento Carlos Daniel.Entrevistada por La Nación, afirmó que se dio cuenta de que quería ser piloto a los 10 años, cuando soñaba con pilotar un "jumbo jet", el Boeing 747,cuatrimotor y de dos pisos. Destacando su vocación por la aviación , después de la escuela primaria sus padres la inscribieron en el Instituto Nacional de Aviación Civil (INAC), una escuela técnica aeronáutica que aún existe en lo que hoy es la Base Aérea Militar de Morón. Posteriormente, a los 17 años, sus padres la inscribieron en la Escuela de Planeadores, ubicada en el aeródromo de Cañuelas, Provincia de Buenos Aires, donde pudo volar por primera vez. Cuando cumplió 18 años, comenzó su carrera como piloto tras obtener su licencia de piloto de planeador. Cerca de los 21 años, pasó de la aviación general a la aviación militar cuando se unió al Ejército Argentino, donde completó un entrenamiento militar de seis meses y se graduó como subteniente. Luego, a los 23 años, tuvo el mayor salto de su carrera cuando fue contactada por Aerolíneas Argentinas, la aerolínea de bandera nacional. Al año siguiente, en 1999, se incorporó a la aerolínea como copiloto de Boeing 737.
Campolieto está casada desde hace 18 años con una mujer cisgénero, con quien tiene tres hijas.En entrevistas, ha declarado que antes de hacer la transición a mujer, se identificó como una persona bigénero desde una edad temprana (aunque inicialmente desconocía el término) y vivía contenta como hombre en público y como mujer en privado.Como hombre, se presentó de una manera muy masculina e incluso compitió como culturista. Con el paso de los años, Campolieto sintió que realmente se percibía a sí misma como mujer y quería vivir la vida públicamente como tal. Para 2022, decidió que debía planificar durante un año su salida del armario tanto a nivel familiar como profesional, temiendo perder ambos vínculos. En 2023, luego de contárselo a su esposa y luego a sus hijas, presentó su cédula de identidad, partida de nacimiento y pasaporte a Aerolíneas Argentinas bajo su nueva identidad de género legal. Su salida del armario fue bien recibida tanto en su vida privada como en la aerolínea, donde fue invitada a participar en la secretaría de género de la empresa y del sindicato. Bajo su nueva identidad, Campolieto realizó primero un vuelo de cabotaje a Iguazú y luego, el 24 de mayo de 2023, comandó su primer vuelo internacional a Miami. Esta noticia se difundió por las redes sociales y los medios tradicionales e hizo que Campolieto saltara a la fama.
En el último trimestre de 2024, en un contexto de crecientes conflictos salariales en el sector, junto al avance de los intentos de privatizar Aerolíneas Argentinas por parte del gobierno de Javier Milei, varios medios han consultado a Campolieto sobre su postura al respecto. En respuesta, Campolieto expresó una fuerte oposición a la idea de la privatización, diciendo que llevaría al mismo desmantelamiento de Aerolíneas Argentinas que ocurrió después de la privatización de la empresa en los años 1990 bajo la presidencia de Carlos Menem. También afirmó que tenía un plan para la empresa que consistía en que las rutas "no rentables" pero necesarias para conectar el país no fueran subsidiadas con dinero del Estado, sino de la propia empresa; también se propuso ser la nueva CEO de la empresa y expresó su deseo de tener una reunión con el presidente Milei. Campolieto ha ganado popularidad en las redes sociales, donde tiene más de 132.000 seguidores en Instagram. En octubre de 2024 formó parte de un grupo de 14 influencers que estaban en conflicto con la justicia porteña por promover sitios ilegales de apuestas online, como parte de la lucha de la ciudad contra el creciente fenómeno del juego entre menores de edad.